# Top of the Pops
Top of the Pops, познат и по скраћеници TOTP је британска забавно-музичка ТВ емисија која се приказивала једном недељно на програму Би-би-си телевизије од 1964. до 2006. У емисији су се емитовале најпопуларније песме на британским топ листама. Сматра се једном од најпопуларнијих и најдуговечнијих ТВ емисија овог типа. Током 1990-их, Би-би-си је по лиценци продавао овај тип емисије у друге државе. Редовно недељно емитовање прекинуто је 2006. године, али се Божићни специјал и даље емитује. У њему се могу чути најбоље песме објављене текуће године.

## Концепт
Емисија се емитовала једном недељно. У емисији су представљане најпопуларније музичке нумере претходне недеље. Нумере које су биле у паду на топ листама, изостављане су из емисија. Најпопуларнија песма била је емитована на самом крају. Музичари су углавном наступали као гости, а када то није било могуће, пуштана је песма уз коју је извођена кореографија. Када су се појавили видео спотови, они су емитовани у случају да извођач није могао да се појави у емисији. До 1991. године извођачи су углавном на плејбек изводили нумере. Од 1991. извођачима је дозвољено да бирају да ли ће наступити уживо или на плејбек.

## Историја
Деценијaма је појављивање у емисији Top of the Pops било важно за афирмацију многих поп и рок извођача, па се сматра једним од најважнијих елемената британске и светске популарне културе. У првој емисији, емитованој 1. јануара 1964. године, Дасти Спрингфилд је наступила као први извођач. У истој су се појавили и Ролингстонси, Холиз, а на самом крају, са најпопуларнијом песмом те недеље Битлси (нумера „I Want to Hold Your Hand”). Исте године уведен је и Божићни специјал емисије. Због политике телевизијске куће Би-би-си да не чува снимке емисија, више од 500 првих емисија није сачувано. Из периода 1964 - 1973. сачувано је свега 20 емисија. Од 1973. године, главна музичка тема у емисије је песма Лед Цепелина „Whole Lotta Love”
Највећу популарност емисија је имала седамдесетих година. Процењује се да су епизоде имале до 15 милиона гледалаца. Најгледанија епизода икада је емитована 1979. године и имала је око 19 милиона гледалаца. Ово је делом и због штрајка у којем су биле остале ТВ станице.

## Укидање
Јуна 2006. године званично је објављено да се шоу укида. Последња епизода емитована је 30. јула 2006. године са архивским снимцима и одавањем почасти појединим музичарима и бендовима попут Ролингстонса, Роби Вилијамса, Дејвид Боуија и других. Како последња епизода није имала живе наступе, група Сноу патрол забележена је као последњи извођач у емисији.

## Top of the Pops 2
Од 1998 до 2006. емитован је Top of the Pops 2, у којем су приказивани архивски снимци из претходних емисија. Емисија је враћена на програм 2013. године и данас се емитује на Би-би-си 2.